# Dicranomyia (Caenoglochina) apicata apicata
Dicranomyia (Caenoglochina) apicata apicata is een ondersoort van de tweevleugelige Dicranomyia (Caenoglochina) apicata uit de familie steltmuggen (Limoniidae). De ondersoort komt voor in het Neotropisch gebied.